# تشارلز إس. أشلي
تشارلز إس. أشلي (بالإنجليزية: Charles Sumner Ashley, Sr.)‏ هو سياسي أمريكي، ولد في 5 سبتمبر 1858 في نيو بدفورد في الولايات المتحدة، وتوفي بنفس المكان في 6 فبراير 1941. حزبياً، نشط في الحزب الديمقراطي.